# Laubach (Hann. Münden)
Laubach ist ein Ortsteil der Stadt Hann. Münden im Landkreis Göttingen in Niedersachsen. Archäologische Bedeutung erlangte Laubach durch den nahe liegenden Kring.

## Geographie
Der Ort liegt zwischen Hann. Münden und Hedemünden am Rande des Kaufunger Waldes an einem Hang an der Werra und in Sichtweite der Werratalbrücke Hedemünden. Unterhalb des Ortes fließt der gleichnamige Bach Laubach, der in Ortsnähe in die Werra mündet. Südöstlich des Ortsteils liegen auf einer Anhöhe an der Werra die Reste der mittelalterlichen Spiegelburg. Ein weiteres Bodendenkmal ist die südlich gelegene Ringwallanlage Kring auf dem Ravensberg.

## Geschichte

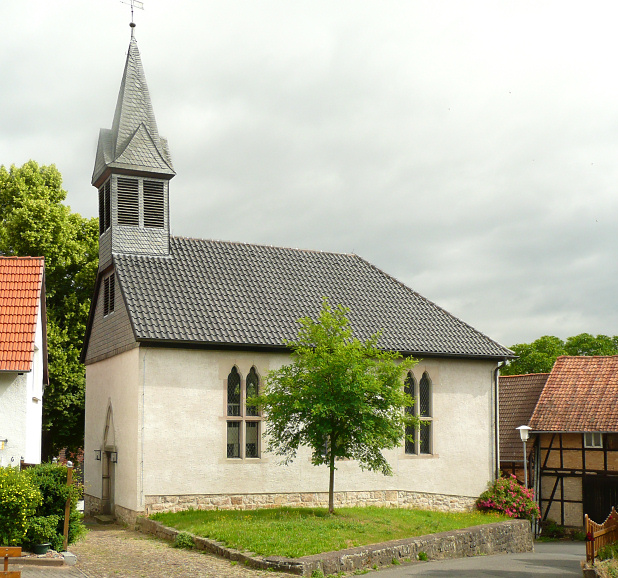
Die Dorfkirche

Der Ort wurde 1353 als zu der Loypach erstmals urkundlich erwähnt, weitere Nennungen erfolgten 1374 als Loupach. Im Jahr 1432 wird eine Ecclesia in Loupach erwähnt. In frühester Zeit war Laubach Bestandteil des Dekanats Ditmelle. Um 1500 lag der Ort wüst, erst im Jahr 1563 wurde er wieder als Dorf erwähnt. Er gehörte bis 1832 als Exklave zum Kurfürstentum Hessen (Amt bzw. Landkreis Witzenhausen) und kam anschließend im Austausch gegen den Ort Wahnhausen zum Königreich Hannover.
Im Jahre 1867 zählte der Ort 204 Einwohner, 1875 waren es nur noch 180.
Laubach gewann 1956, 1957 und 1962 den 1. Preis „Das schöne Dorf“, in einem Vorläuferwettbewerb von Unser Dorf hat Zukunft. Niedersachsenweit erhielt das Dorf 1963 den dritten Platz, 1965 den zweiten und 1967 konnte es den Wettbewerb erneut gewinnen. Auf Bundesebene errang Laubach 1967 die Bronzemedaille.
Am 1. Januar 1973 wurde Laubach in die Stadt Hann. Münden eingegliedert.
Der Haltepunkt Laubach lag an der Bahnstrecke Halle–Hann. Münden. Dort halten seit den 1970er Jahren keine Züge mehr.

## Politik

### Ortsrat
Laubach wird auf kommunaler Ebene von einem Ortsrat mit sieben Mitgliedern vertreten.
Seit der Kommunalwahl 2021 setzt sich der Ortsrat ausschließlich aus drei Ratsfrauen und vier Ratsherren von der „Laubacher Wählergemeinschaft“ zusammen.

### Ortsbürgermeister
Ehrenamtlicher Ortsbürgermeister ist Christian Menz (LWG). Seine Stellvertreterin ist Susanne Bete (LWG).